# 消滅都市
『消滅都市』（しょうめつとし）は、グリーの子会社であるWFSにより開発・配信されたスマートフォン用ゲームアプリ。2014年5月26日に日本でサービス開始され、2015年11月12日より中国、2016年6月1日より台湾でも順次サービス開始。
後続タイトルとなる『消滅都市2』『消滅都市0.』、派生タイトルである『AFTERLOST - 消滅都市』、アニメ版についても本項で扱う。

## 概要
WFSの新規IPによるRPG。
ある都市で明かされている。</ref>の消滅（ロスト）がすべての始まりである。運び屋の青年タクヤと「タマシイ」を呼び出す能力を持つ謎の少女ユキの連携が物語として綴られている。ロストを切り口として、商業・愛情・電脳化・並行世界など、多様な物語の展開がなされている。
2016年11月17日、『消滅都市2』へのメジャーアップデートおよびリニューアルを実施。「氷柱」に向かう「二度目の消滅」の説話が追加され、順次にメインキャラのほかにタマシイたちのボイスが追加された。
2018年11月25日、『消滅都市0.』への再度メジャーアップデートが行われた。2019年にはテレビアニメを放送。
2019年6月6日、派生タイトルとなる『AFTERLOST - 消滅都市』のサービスを開始。『消滅都市』本編アプリのリメイク作品という位置づけであり、アニメ版ビジュアルの採用や戦闘システムの刷新などにより本編アプリとの差別化が行われている。
2020年2月7日、本作が最終章を迎えたことにより、『消滅都市』への再度リニューアルを実施。
2021年6月30日、『AFTERLOST - 消滅都市』のサービスを終了。
2024年2月27日、本作のサービスを終了。同年5月27日より一部機能を制限したオフライン版が配信された（2025年5月26日までの期間限定配信）。

## 開発

### 開発まで
本作のプロデューサーを務める澤智明は、当時流行していた王道RPGの企画を立案してプロトタイプの開発まで進めていた。しかし、王道RPGが食傷気味となっていたことに気づき、世界観を強化する（独自性を高める）必要があると考え、方針を変えた。
澤とディレクターの下田翔大の二人は、自分たちの好きなものを作ろうと考え、手軽なアクションの楽しめる現代物が好きだったことから、それをゲームに取り入れた。

### 世界観
世界観について、開発初期からかなりの部分が構築されていたものの、世界観の説明が長くなるとプレイヤーが理解できなくなる可能性があった。このため、世界観の伝わりやすさを重視した方針がとられると同時に、文章や会話の長さにも注意が払われた。本作はSFの要素を有している一方で、下田は「SFはフック程度である」と電撃Appとのインタビューの中で述べており、特定の要素を突出させない方針を取っていることを明らかにした。

### 課題
本作の配信直後、プランナーが不足しているという課題が判明し、当時、品質保証業務を担当していた栗山知也がプランナーの一人として起用された。栗山はゲーム内の企画を終えた後、しばらくの間は企画の仕事から外されていた。そのため、飲み会の席で企画の仕事に復帰したい旨を伝えたところ、ステージやバトルのバランス調整の仕事をもらうことができ、最初の仕事としてランキングイベントやコラボイベントの調整を任された。栗山は、プランナーとディレクターの業務の違いを思い知らされ、チームの統率者という役割に重大な責任を感じた。特に、500万ダウンロード達成記念イベントは、ダウンロード数を達成する前から準備を行い、推移を見たうえでゲーム内でのシナリオに合わせる必要があったうえ、広報活動のタイミングもそれに合わせなければならなかったため、調整に労力を割いたという。本作の原案者であるWFSの下田翔大は、「（今までの自分は）ディレクターとしてチームを回しながら制作を進めるという形だったのですが、栗山くんが大役を背負ってくれたことでものづくりにどっぷりとハマる時間ができ、作り手としては幸せでした（笑）。」と振り返っている。
また、栗山が異動して間もないころ、本作のランキングイベントの難易度が99段階に分かれていた。そのため、その分の各種パラメータを管理する必要があった。当初栗山は、パラメータの管理に使うエクセルデータの細かさに驚いていたが、作業に慣れた後は、設計段階で自らの提案を紙に書いて電卓で数値をはじき出し、テストプレイを行った。

## システム
ユーザーの経験値はランクで、タマシイの経験値はLv.で表現される。
ステージは横スクロールARPGの形態を取っている。ステージ上に点在する「スフィア」を取ることで、対応する属性のタマシイのゲージが上昇するほか、チェインを稼ぐことができる。ゲージが満たされると自動的に敵キャラクターに攻撃を行う。また、タマシイは一定回数攻撃を行うことでスキルを発動させることができる。発動の際は画面下部にいるキャラクターアイコンをタッチすることで発動できる。なお、「失われし世界」の他、一部のクエストでは制限時間が設けられているので、注意されたい。

### タマシイ
ここでの「タマシイ」とは、都市の消滅に巻き込まれた人たちの「想い」が具体的に表現されたものを指す。攻撃方法等については前述の通りである。また、ガチャなどで入手したタマシイは、「資料室」でスキルやステータスなどを確認できるほか、（一部のタマシイに限られるが）タマシイ化した経緯が描かれている「ストーリー」も確認することができる。

#### 強化・進化
素材を使うことでタマシイの経験値アップ（強化合成）や、進化をすることができる。しかし、進化後のタマシイの経験値はLv. 1からとなる。さらに、限定ガチャで出現した☆6以上の一部のタマシイでは、スキルレベルアップのほかに「限界突破」で最大Lv. 120まで成長させることができるものが存在し攻撃力や回復力などが、格段に向上する。

#### アビリティ覚醒
一部のタマシイが持つ特殊能力の効果を発揮させることができるほか、リーダースキルやスキルなどの変化、更にはレイドボスを「育成」することができる。

#### 変異
一部のタマシイに副属性スキルが付きリーダースキルやスキルが変化するが、進化と同様にLv. 1からとなる。

#### カルマ
研究者が、タマシイの「想い」のエネルギーを抽出し、精製したもの。フクザワで引けるレアガチャ及び期間限定ガチャで得られるタマシイを売却した際に、タマシイに応じたカルマが手に入る。また、カルマは「カルマショップ」にて、タマシイの強化合成素材などと交換できる。

#### アーティファクト
タマシイとは別に、チームに加えられ発動条件を満たせば、各々の効果が発揮される。ただし、これをチームに加えるためには、リーダーとするタマシイに「アーティファクト枠追加」のアビリティを覚醒させなければならない。

### フクザワと課金
フクザワにより、ステージでのコンティニュー、およびレア度の高いタマシイを引くことのできる（期間）限定ガチャを引くことができる。フクザワは、クエストクリアの報酬やログインボーナス、デイリーオーダーなどの他に、課金をしても得られる。タマシイの属性や系統、ストーリの進行に配慮し、上手くプレイすることでフクザワの消費を抑えることもできる。オフライン版では廃止された。

### 転生・降臨クエスト
このクエストは、様々なクエストが日にち毎に開催され、難易度は1段階から3段階、或いは5段階まで分かれていることもある。オンライン版では、クリア報酬として強化合成・進化やアビリティ覚醒に必要なアイテム（素材）のほか、ボスタマシイの入手が可能であった。

### 特別クエスト
このクエストでは、（ストーリークエスト、転生・降臨クエスト、レイドを除く）下記ランキングイベントやコラボイベントのほか、デイリーイベントなどが行われ強化合成・進化に必要な素材を手に入れられる。

#### ランキングイベント
ここでは、他のクエストとは異なり、一部を除いて敵キャラが獲得（ドロップ）できない代わりにスコアを上げることでその分に見合った報酬が得られる（フクザワや素材など）。ただし、一度コンティニューをしてしまうと、スコアは加点されない。

##### プライベートランキング
2020年6月23日のアップデートより、追加されたゲームシステム。ここでは、プレイヤーが主催者となって過去に開催されたランキングイベントを開催できる。開催されたランキングイベントには、他のプレイヤーも参加できるが、通常のランキングとは異なり、スコア報酬などが獲得できない。オフライン版では廃止された。

#### コラボイベント
オンライン版では、他作品とコラボしたクエストやガチャが開催された。
| コラボ作品                       | 実施期間                       | 回数  |
| -------------------------------- | ------------------------------ | ----- |
| NARUTO -ナルト- 疾風伝           | 2014年11月25日 - 12月9日       | ー    |
| アングリーバード                 | 2014年12月25日 - 2015年1月7日  | ー    |
| jubeat plus                      | 2015年2月12日 - 23日           | ー    |
| ミリオンアーサー エクスタシス    | 2015年3月20日 - 4月3日         | ー    |
| にゃんこ大戦争                   | 2015年4月24日 - 5月10日        | ー    |
| ハローキティ                     | 2015年5月21日 - 6月3日         | ー    |
| FF ARTNIKS DIVE                  | 2015年6月4日 - 21日            | ー    |
| 進撃の巨人                       | 2015年6月23日 - 7月7日         | ー    |
| NARUTO -ナルト- 疾風伝           | 2015年7月28日 - 8月11日        | 2回目 |
| ハッカドール                     | 2015年8月12日 - 16日           | ー    |
| BLEACH                           | 2015年8月20日 - 9月3日         | ー    |
| ふなっしー                       | 2015年9月11日 - 9月27日        | ー    |
| ミリオンアーサー エクスタシス    | 2015年11月17日 - 12月2日       | 2回目 |
| indigo la End & ゲスの極み乙女。 | 2015年11月20日 - 12月9日       | ー    |
| STEINS;GATE                      | 2015年12月10日 - 27日          | ー    |
| indigo la End & ゲスの極み乙女。 | 2015年12月23日 - 2016年1月17日 | 2回目 |
| ルパン三世                       | 2016年1月22日 - 2月7日         | ー    |
| 初音ミク                         | 2016年2月10日 - 24日           | ー    |
| ルパン三世                       | 2016年3月18日 - 24日           | 2回目 |
| 攻殻機動隊 S.A.C.                | 2016年3月25日 - 4月10日        | ー    |
| ふなっしー                       | 2016年4月14日 - 20日           | 2回目 |
| にゃんこ大戦争                   | 2016年5月20日 - 6月5日         | 2回目 |
| FAIRY TAIL                       | 2016年6月17日 - 30日           | ー    |
| NARUTO-ナルト-                   | 2016年7月25日 - 8月11日        | 3回目 |
| 少年ジャンプ＋                   | 2016年7月27日 - 8月9日         | ー    |
| 初音ミク                         | 2016年8月26日 - 9月11日        | 2回目 |
| ゴジラ対エヴァンゲリオン         | 2016年9月14日 - 25日           | ー    |
| メルクストーリア                 | 2016年10月21日 - 11月4日       | ー    |
| グルーヴコースター               | 2016年11月7日 - 23日           | ー    |
| ”酸欠少女”さユり                 | 2016年11月25日 - 12月9日       | ー    |
| とある魔術の禁書目録             | 2016年12月16日 - 29日          | ー    |
| 初音ミク                         | 2017年2月6日 - 21日            | 3回目 |
| ミリオンアーサー エクスタシス    | 2017年3月24日 - 4月9日         | 3回目 |
| にゃんこ大戦争                   | 2017年5月29日 - 6月12日        | 3回目 |
| とある魔術の禁書目録             | 2017年6月23日 - 7月7日         | 2回目 |
| 初音ミク                         | 2017年8月25日 - 9月10日        | 4回目 |
| 鋼の錬金術師 FULLMETAL ALCHEMIST | 2017年12月15日 - 2018年1月4日  | ー    |
| ヨシツグ都市                     | 2018年1月10日 - 22日           | ー    |
| るろうに剣心                     | 2018年2月23日 - 3月9日         | ー    |
| にゃんこ大戦争                   | 2018年5月28日 - 6月11日        | 4回目 |
| 名探偵コナン                     | 2018年8月17日 - 9月3日         | ー    |
| 鋼の錬金術師 FULLMETAL ALCHEMIST | 2018年11月26日 - 12月10日      | 2回目 |
| にゃんこ大戦争                   | 2019年5月29日 - 6月12日        | 5回目 |
| PSYCHO-PASS サイコパス           | 2019年10月9日 - 25日           | ー    |
| にゃんこ大戦争                   | 2020年6月1日 - 15日            | 6回目 |
| 魔界戦記ディスガイア             | 2021年3月18日 - 4月5日         | ー    |
| にゃんこ大戦争                   | 2021年5月17日 - 31日           | 7回目 |

### マルチプレイ
『消滅都市2』の配信に伴い、追加されたゲームシステム。最大3人で協力プレイができる便利なシステムである。ただし、難易度が高いクエストの場合はそれ相応のパーティメンバーやプレイスキル、そしてクエストに対する知識が求められる。また、誰かが敗れた場合でも他のプレイヤーが1人でも勝利できれば報酬を貰うことが出来る。オフライン版では廃止された。

### レイド
新メインストーリー「天上の世界」の配信に伴い、追加されたゲームシステム。ここでは、制限時間内に強力なレイドボスを最大10名で挑む。ランキング同様、レイドボスに勝利した際の参加プレイヤーのスコアの順位が高い程、受け取れる報酬も増える。しかし、レイドボスを出現させるためのタロットカードは一度使うと、翌朝11時まで無効化されてしまう。また、一度レイドボスを出現させると、ゲーム内での制限時間とは別に「出現時間」が設けられており、それが0になると強制終了となる。オフライン版では、レイドボスを出現させるに至るストーリーのみ残された。

### フレンド
上記すべてのクエストを進めるうえで必要となる「助っ人」を提供し、マルチプレイ・レイドに参加・協力してくれるプレイヤー。その募集方法として代表的なものは、各クエストクリア後にフレンド申請すること。

## あらすじ

### 1度目の消滅
3年前、1つの都市が消滅する事件が発生した。とある人物の依頼を受けた運び屋の青年、タクヤは、消滅都市で唯一生き残った少女、ユキと出会い、彼女をロストまで連れていくという。突如現れたタクヤに連れられ、戸惑うユキは彼と共に、ロストを目指す。

### 失われし世界
ロスト・ゼロでの戦いを終え、ユキを一人残して荒廃した世界（失われし世界）で目覚めたタクヤ。そこには、ユキによく似た赤髪の少女と共に、「球根」を目指す。

### 2度目の消滅
「氷柱」がそびえ立つ歪んだ世界。そこではユキが、記憶を失くしたタクヤの記憶を取り戻すために「氷柱」を目指す。

### 天上の世界
ユキたちとの死闘の末、不思議な世界（天上の世界）に辿り着き、目覚めたソウマ。そこで「愚者」のタロットカードを持つ少女、カノと共に「消滅都市」へと旅をする。夢に囚われたユキとタクヤを救うために…。

### 消滅都市 -epilogue-
世界の消滅を止めるべく、ソウマとタクヤは最大の敵と戦うことになる。

## 登場人物
ユキ
声 - 花澤香菜
消滅都市で唯一生き残ったと言われる少女。都市内で消滅した人のタマシイを呼び出し使役することができる。タクヤのスクーターの後部座席に乗っている。
タクヤ
声 - 杉田智和
スクーターを運転し荷物を届ける運び屋。一度結んだ契約を履行するべく動くが、契約外のことには無関心。知り合いの研究者からの契約で、ユキを消滅した都市内へ運ぼうとする。ちなみに彼らの乗るスクーターのデザインは、ギークのガレージで変更することができる。
ギーク
声 - 西村太佑
タクヤの親友。典型的なオタクであり、タクヤ以外友達がいない。インターネットに強く、Twitter上に公式アカウントが存在している。
リサーチャー(ユミコ)
声 - 中恵光城
かつてのタクヤの同僚にして、元恋人。登場時は謎の組織に加担していたが、組織を裏切りタクヤ達をサポートする。
研究者(エイジ)
声 - 新垣樽助
ダイチの後輩に当たる人物。タマシイについて研究しており、タマシイの強化や進化などは彼の協力の元で行われる。
ヘッドハンター
声 - 福田賢二
タクヤの知り合いにして、個人情報の売買に手を染める、金でしか動かないサラリーマン。上記のガチャは彼の主導の下で行われる。
ソウマ
声 - 朝井彩加（少年時代）/ 入野自由（大人）
ユキの弟。作中ではタクヤ達の敵として登場する。ユキと同じくタマシイを呼び出し使役する事ができる。
ツキ
声 - 朝井彩加（ゲーム）/ 今井麻美（テレビアニメ）
謎の組織に所属している女性。ダイチ、タイヨウと共に研究を行っていたが、ある日タイヨウと共に姿をくらました。
タイヨウ
声 - 高橋英則
謎の組織に所属している男性。ツキと同じくダイチと研究を行っていたが、ある日ツキと共に姿をくらました。
アキラ
声 - 中村悠一
ダイチに雇われた専属SP。研究で忙しい父親に代わり、ユキとソウマが幼いころから面倒を見ていたが、ある日消滅に巻き込まれタマシイとなってしまう。
スズナ
声 - 佐倉綾音
「2度目の消滅」の登場人物。チーフと同じく謎の組織に所属している。ユキと同じくらいの年齢の少女。アニメではタイヨウの部下として登場。物語序盤ではソウマと共に行動している。
ダイチ
声 - 津田健次郎
アニメにて登場。ユキとソウマの父親であり、研究者のエイジと共に研究をしていた男性。「ユキ ロストで待つ」というメッセージを残す。
ミフユ
声 - 花澤香菜
アニメにて登場。研究所の食堂に勤務している女性。ダイチと恋仲となり、ユキとソウマを授かる。

## テレビアニメ
2019年4月から6月までTOKYO MXほかにて放送された。アニメ公式サイトではシナリオがPDFで公開されているが、実際の放送内容とは一部異なっている。

### あらすじ
運び屋の男タクヤは、依頼に応じてユキという少女を施設から連れ出す。彼女は3年前起きた「ロスト」唯一の生き残りだった。研究者のエイジとキキョウはユキの父親から「ユキ　ロストで待つ」というメッセージを最近受信し、タクヤにユキをロストに送り届けてほしいと頼む。依頼を引き受けスクーターで走るタクヤだったが、突如「タマシイ」という存在に襲われる。しかし、ユキがSPアキラのタマシイを呼び出しこれに応戦。その後、二人は理由も解らないままユキの弟・ソウマに襲撃される。能力を増強するアーティファクトを巡る戦いで傷ついたソウマはエイジの別宅で保護される。
タクヤたちは奇術師のヨシアキの協力を得て、テレビ番組の生放送で『ラクーナケミカル社』の人体実験を告発する。警察はラクーナ社代表タイヨウと広報のツキを任意同行するが、警視総監の命令で解放する。一方、昏睡状態に陥っていた筈のソウマは自身に宿る能力が暴走してしまい、巨大な肉塊となって爆発した。
物語の終盤では、ユキとソウマの父・ダイチがタイヨウ、ツキと共に『平行世界』からやってきた人間であることが判明する。ダイチは応用物理学研究機構、タイヨウとツキはラクーナケミカル社に入り込み、平行世界とのポータルを作り人類を移住させる『ノア計画』を進める。しかし、ダイチは研究所の食堂で働くミフユと親しくなり、その結果としてユキが生まれる。この事に「二つの平行世界に跨る子供を産ませた」とタイヨウたちは激怒、ダイチと袂を分かつ。数年後、ダイチは一人実験装置を起動させるが、何者かによって安全装置が外され、装置は臨界を突破、都市の消滅(ロスト)が起きる。ダイチの意識は「ユキ　ロストで待つ」と量子暗号を送り、これをエイジのパソコンが受信していた。
ユキとタクヤは、ロスト内部には記憶障害を起こし死に至る危険な波動性物質が充満していることを知る。一方のタイヨウはロストをポータルとして完成させるため自ら赴く。ユキとタクヤは、仲間たちのサポートを受けながらロスト内部に侵入。そこでユキは父親であるダイチの意識と再会する。彼の意識は「ユキがふたつの世界に跨る観測者であり、未来を選べる」と教える。ロストが起きない世界を示されたユキは、ロストが起きても未来を信じ生きていくと答える。異形化したタイヨウがダイチを襲うが自滅し、ダイチに抑えられる。ユキとタクヤはスクーターでロストから脱出。その後、ユキだけが路上に倒れているところを発見される。ユキはキキョウに引き取られ、徐々に日常を取り戻す。しかし、波動性物質に晒されたのが原因で、タクヤの記憶が失われていた。タクヤは行方不明のままであるが、ラストにおいて帰還をほのめかす形で物語は終わる。

### スタッフ
- 原作 - 『消滅都市』 (WFS)[14]
- 監督 - 宮繁之[14]
- 助監督 - 室谷靖[15]
- シリーズ構成・脚本 - 入江信吾[14]
- キャラクターデザイン - 下谷智之[14]
- サブキャラクターデザイン - 日向正樹[15]
- メインアニメーター - 才木康寛、水谷正之[15]
- 美術監督 - 黛昌樹[15]
- 色彩設計 - 長澤諒司[15]
- 3DCG監督 - 難波克毅[15]
- 撮影監督 - 宮田崇弘、蔡伯崙[15]
- 編集 - 木村佳史子[15]
- 音響監督 - 本山哲[14]
- 音楽 - 川井憲次[14]
- 音楽制作 - ポニーキャニオン[14]
- 音楽プロデューサー - 髙澤太樹
- プロデューサー - 松岡貴徳、下田翔大、大桑哲也、田口亜有理、鍋岩晶子、小澤文啓、塩谷佳之、岡村武真
- アニメーションプロデューサー - 林雅紀
- アニメーション制作 - マッドハウス[14]
- 製作著作 - 消滅都市製作委員会

### 主題歌
オープニングテーマ「答」（第2話 - 第12話）
作詞・作曲・歌 - 阿部真央 / 編曲 - akkin
エンディングテーマ
「Swallowtail Butterfly 〜あいのうた〜 from 消滅都市」（第1話、第2話）
作詞 - 岩井俊二、CHARA、小林武史 / 作曲 - 小林武史 / 編曲 - 宮崎京一、出口遼/ 歌 - ユキ（花澤香菜）
「With Your Breath」（第3話 - 第7話、第9話 - 第11話）
作詞 - 太田彩華、俊龍 / 作曲 - 俊龍 / 編曲 - 山口高始 / 歌 - SPR5
「Hello, Again 〜昔からある場所〜 from 消滅都市」（第8話、第12話）
作詞 - 小林武史 / 作曲 - 藤井謙二、小林武史 / 編曲 - fu_mou / 歌 - ユキ（花澤香菜）

挿入歌
「インコンプリートノーツ」（第1話）
作詞・作曲 - 俊龍 / 編曲 - Sizuk / 歌 - SPR5
「恋の魔法」（第1話）
作詞・作曲・編曲 - Wiggy / 歌 - SPR5
「アルキオネ」（第10話）
作詞 - 俊龍 / 作曲・編曲 - よる。 / 歌 - SPR5
「Wellcome Wonder Land」（第10話）
作詞・作曲・編曲 - NOVECHIKA、TETTA / 歌 - ユア（園山ひかり） from SPR5

### 各話リスト
| 話数   | サブタイトル | 絵コンテ | 演出            | 作画監督                                                                       | 総作画監督        |
| ------ | ------------ | -------- | --------------- | ------------------------------------------------------------------------------ | ----------------- |
| 第1話  | 消滅         | 宮繁之   | 室谷靖          | 翁長くみこ                                                                     | 下谷智之 日向正樹 |
| 第2話  | 犠牲         | 宮繁之   | 北川朋哉        | Kim Heekang Kim Daehoon                                                        | 下谷智之 日向正樹 |
| 第3話  | 記憶         | 宮繁之   | 南川達馬 宮繁之 | 齊藤格 中尾高之 丸英男                                                         | 下谷智之 日向正樹 |
| 第4話  | 疑惑         | 宮繁之   | 高村雄太        | 三好和也 小林明美                                                              | 日向正樹          |
| 第5話  | 情愛         | 北川朋哉 | 佐々木達也      | Kim Suho Hwang Youngsik                                                        | 下谷智之 日向正樹 |
| 第6話  | 訣別         | 宮繁之   | 松村政輝 室谷靖 | 翁長くみこ 中尾高之 野田友美 宮前真一 室山祥子                                 | 日向正樹          |
| 第7話  | 後悔         | 佐山聖子 | 白石道太        | 小畑賢 挽本敦子 桐谷真咲                                                       | 下谷智之 日向正樹 |
| 第8話  | 選択         | 下司泰弘 | 北川朋哉        | 三好和也 宮前真一 齊藤格 小林明美                                              | 日向正樹          |
| 第9話  | 運命         | 吉川博明 | 西畑佑紀        | Kim Heekang Kwon Yongsang                                                      | 下谷智之 日向正樹 |
| 第10話 | 決断         | 佐山聖子 | 佐々木達也      | Hwang Youngsik Kim Yunjeong Lee Eunyeong Lee Dongik Lee Junggwon Hwang Mijeong | 日向正樹          |
| 第11話 | 信頼         | 宮繁之   | 殿勝秀樹        | 中尾高之 室山祥子 翁長くみこ 野田友美                                          | 下谷智之          |
| 第12話 | 未来         | 宮繁之   | 松村政輝 室谷靖 | 阿部純子 齊藤格 三好和也 宮前真一 小畑賢                                       | 日向正樹          |

### 放送局
| 放送期間                | 放送時間                     | 放送局     | 対象地域   | 備考                                 |
| ----------------------- | ---------------------------- | ---------- | ---------- | ------------------------------------ |
| 2019年4月7日 - 6月23日  | 日曜 23:30 - 月曜 0:00       | TOKYO MX   | 東京都     | 製作参加 / リピート放送あり          |
| 2019年4月8日 - 6月24日  | 月曜 1:00 - 1:30（日曜深夜） | BS11       | 日本全域   | BS放送 / 『ANIME+』枠                |
| 2019年4月9日 - 6月25日  | 火曜 2:29 - 2:59（月曜深夜） | 読売テレビ | 近畿広域圏 |                                      |
| 2019年4月10日 - 6月26日 | 水曜 21:00 - 21:30           | AT-X       | 日本全域   | CS放送 / 字幕放送 / リピート放送あり |

インターネットではFODにて、2019年4月7日に第1話 - 第4話、5月5日に第5話 - 第8話、6月2日に第9話 - 第12話が独占配信された。

### BD / DVD
| 巻 | 発売日        | 収録話          | 規格品番   | 規格品番   |
| 巻 | 発売日        | 収録話          | BD         | DVD        |
| -- | ------------- | --------------- | ---------- | ---------- |
| 1  | 2019年6月19日 | 第1話 - 第3話   | PCXP-50671 | PCBP-53751 |
| 2  | 2019年7月17日 | 第4話 - 第6話   | PCXP-50672 | PCBP-53752 |
| 3  | 2019年8月21日 | 第7話 - 第9話   | PCXP-50673 | PCBP-53753 |
| 4  | 2019年9月18日 | 第10話 - 第12話 | PCXP-50674 | PCBP-53754 |

| TOKYO MX 日曜 23:30 - 翌0:00 枠 | TOKYO MX 日曜 23:30 - 翌0:00 枠 | TOKYO MX 日曜 23:30 - 翌0:00 枠 |
| 前番組                          | 番組名                          | 次番組                          |
| ------------------------------- | ------------------------------- | ------------------------------- |
| 賭ケグルイ××                    | 消滅都市                        | からかい上手の高木さん2         |

## 関連商品
書籍
- 消滅都市（小説）（2015年3月18日発売、PHP研究所）
  - リニューアル版（2019年5月20日発売、PHPジュニアノベル）

- 消滅都市 攻略アイテムBOOK（2015年5月22日発売、宝島社）
- 消滅都市ラバーストラップ 限定ギフトコード付き リアルゲームギフト（2015年5月27日発売、AppBroadCast）
- 消滅都市 最強攻略BOOK（2015年7月25日発売、宝島社）
- 消滅都市 公式ビジュアルファンブック（2016年12月16日発売、一二三書房）
- 消滅都市の片隅で（小説）（2016年12月22日発売、KADOKAWA）

CD
- 消滅都市 オリジナルドラマCD 消滅の記憶（2015年11月25日発売、学研プラス）
- 消滅都市 ORIGINAL SOUNDTRACK（2015年11月25日発売、ノイジークロークレコーズ）
- 消滅都市 Original Soundtrack 2（2017年11月15日発売、ノイジークロークレコーズ）
- 消滅都市 ドラマCD 象の消滅RMX-コンプティーク2018年7月号付録（2018年6月9日発売、KADOKAWA）

### ユニットメンバー
1. 1 2 3 4  ホムラ（社本悠）、ナミ（岩井映美里）、ハルカ（直田姫奈）、レナ（大西亜玖璃）、ユア（園山ひかり）

### 注
1. ↑  その舞台は現代の日本であることが、YouTube上の公式アカウントにて公開している。
2. ↑  チェインを稼ぐことで、各タマシイの攻撃力がアップし、ステージクリアまでの時間が短縮できる。しかし、ステージ上のトラップに引っかかってしまうと、自己HPが減少してしまい、さらにはチェインも半減される。なお、一部のタマシイに「チェイン半減ガード」というアビリティを覚醒させると、トラップに引っかかってしまったとしても、チェインの半減を一定回数抑えられる。
3. ↑  敵キャラにダメージを与える攻撃スキルや、自己HPの回復をする回復スキルなど。中にはスキルを発動すると、「毒状態になる」、「自己HPの大部分を犠牲にする」、「自己HPを0にする」など、自傷をさせてしまうタマシイもいる。
4. ↑  またゲームを一時中断し、ポーズ画面で各タマシイのアイコンを長押しすることで、そのタマシイのスキルを確認することができる。
5. ↑  ガチャでは☆5で出現し、その後☆6に進化させたものも含む
6. ↑  最大HPをアップする「HPアップ」や、攻撃力をアップする「攻撃力アップ」など
7. ↑  例：火属性＋火属性（同一属性追加）、火属性＋水属性（他属性追加）。前者ではスフィアを取ると、ゲージ増加率が120％ほど上がる。一方、後者は副属性のスフィアにも対応するが増加率はそれほど高くはないが、苦手属性にも対応することができる。
8. ↑  リーダースキルやスキルなどの変化は、各タマシイをアビリティ覚醒させる必要がある。
9. ↑  ただし、得られる個数等は、タマシイによって異なるので売却時の記載を確認されたい。
10. ↑  例としてスキルターン減少、限界突破回復、スフィア変化（強化）など。
11. ↑  ただし、一部クエストによってはボスタマシイは手に入らず、他のタマシイのアビリティ覚醒などに必要な素材が手に入ることもある。
12. ↑  しかしそのクエストの開催時、あるいはその前後にそのクエストで戦う敵キャラを含めた期間限定ガチャが開催される。オフライン版では廃止された。
13. ↑  声優、松岡禎丞とのコラボ（本作品では、「ヨシアキ」を演じている）。
14. ↑  ボスの難易度によって、参加できるプレイヤーの数が異なる。
15. ↑  イコンと呼ばれるものは、レイドボスを「成長」させるための重要な素材であり、それらを使用することで実際にレイドボスのタマシイを手に入れられる。
16. ↑  「電撃」、「衰弱」、「被ダメージUP」のスキルを使用することで、スコアとは別にデバフスコアが加算される。
17. ↑  以前まではTwitterをはじめとするSNSにもIDを表記することも挙げていたが、近年、ゲームアカウントの乗っ取り被害が出ているため、推奨されていない。なお、オフライン版ではユーザー同士のフレンド登録が廃止された。
18. ↑  当初は「World A」という名称だったが、本作品が『消滅都市2』へのアップデートに伴い、「失われし世界」へと改称された。